# Kōgon
Keizer Kōgon (光厳天皇, Kōgon-tennō, 1 augustus 1313 – 5 augustus 1364) was de 1e troonpretendent van het keizerlijke hof van Japan. Hij regeerde namens het Kamakura-shogunaat van 22 oktober 1331 tot 7 juli 1333.

## Genealogie
Kōgons persoonlijke naam (imina) was Kazuhito-shinnō (量仁親王). Hij was de derde zoon van keizer Go-Fushimi van de Jimyōin-tak van de Keizerlijke familie. Zijn moeder was Kōgimon'in Neishi (広義門院寧子). Hij was geadopteerd door zijn oom, Hanazono.

## Leven
Volgens een afspraak gemaakt tussen de keizerlijke familie en het Kamakura-shogunaat mochten de twee takken van de keizerlijke familie, de Daikakuji en Jimyōin, afwisselend om de 10 jaar een keizer aanwijzen. Daar het de beurt was aan de Jimyōin-tak werd Kōgon door hen aangewezen als kroonprins voor keizer Go-Daigo.
Go-Daigo ging echter in tegen de afspraak en kwam zelfs in opstand tegen het shogunaat. Toen dit mislukte werd hij verbannen en maakte het shogunaat Kōgon tot keizer. Go-Daigo ontsnapte echter van zijn verbanningsoord op de Oki-eilanden en nam wederom de wapens op tegen het shogunaat. Hij wist in 1333 de keizerlijke hoofdstad te heroveren en Kōgon te verstoten van de troon. Dit werd de kenmu-restauratie genoemd. Kōgon moest de stad nadien ontvluchten terwijl Go-Daigo nog tot 1336 door regeerde als keizer.
* Regent Jingu staat niet op de traditionele lijst.